# Zschöppichen
Zschöppichen ist ein Ortsteil der Großen Kreisstadt Mittweida im sächsischen Landkreis Mittelsachsen. Er wurde am 1. Juli 1973 in die Stadt Mittweida eingemeindet.

## Geografie

### Geografische Lage
Zschöppichen ist der südlichste Ortsteil von Mittweida. Er liegt im Mittelsächsischen Hügelland am Westufer der Zschopau.

### Nachbarorte
|              | Mittweida                                   | Dreiwerden  |
| Altmittweida | Kompassrose, die auf Nachbargemeinden zeigt | Schönborn   |
| Ottendorf    | Krumbach                                    | Sachsenburg |

## Geschichte

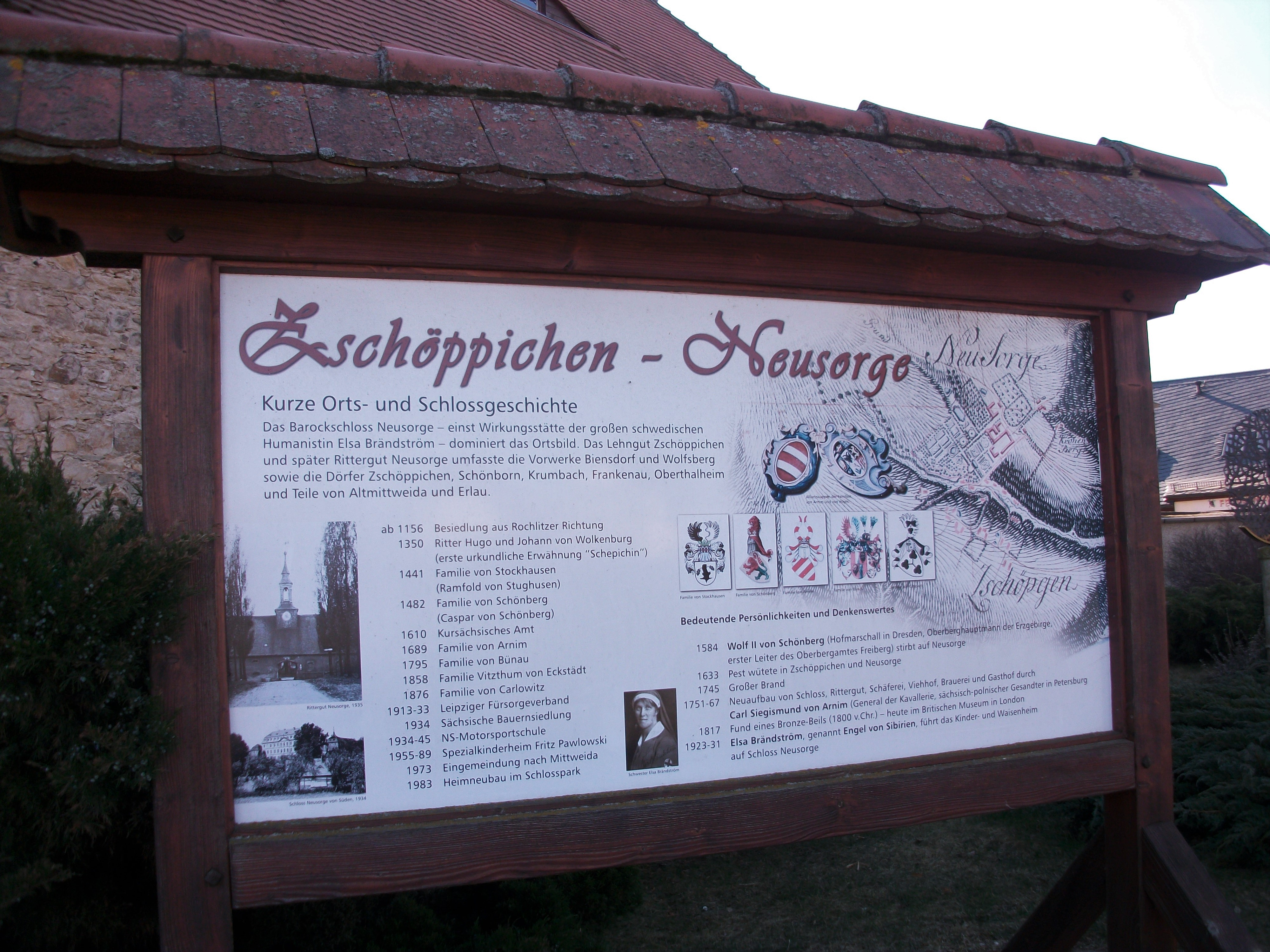
Zschöppichen-Neusorge, Infotafel

### Allgemeines
Das Waldhufendorf Zschöppichen wurde im Jahr 1350 als Besitz der Ritter von Wolkenburg erstmals urkundlich erwähnt und 1445 als Rittersitz im Amt Rochlitz benannt. Mitte des 15. Jahrhunderts gelangte der Ort an die Familie von Stockhausen und von dieser im Erbgang an die Familie von Schönberg. Im Jahre 1464 wurde Zschöppichen mit zwei Wäldern in ein Mannlehn umgewandelt, welcher 1482 als Lehnbrief für Hof und Vorwerk „Zschöppichen“ mit dem Dorf und Wäldern an Caspar von Schönberg erstellt wurde. Bei der 1535 erfolgten Erbteilung zwischen Caspar und Wolf von Schönberg erhielt letzterer alle links der Zschopau liegenden Schönbergischen Besitzungen sowie Schönborn mit der Dreiwerdener Mühle. Seit dieser Zeit nannte man das Rittergut in Zschöppichen „Neusorge“. Nach einem Brand der Burganlage errichtete man an deren Stelle im Jahr 1579 das Schloss Neusorge im Stil der Renaissance.
Nachdem im Jahr 1610 das Schloss und die Herrschaft Neusorge mit 9 Orten an den Kurfürsten Christian II. von Sachsen veräußert wurde, gehörte das Gebiet zum Amt Augustusburg, welches bis 1783 territorial von diesem getrennt war. 1832 wurden die unter der Verwaltung des Ritterguts Neusorge stehenden Orte dem Amt Frankenberg-Sachsenburg zugeordnet. Bei den im 19. Jahrhundert im Königreich Sachsen durchgeführten Verwaltungsreformen wurden die Ämter aufgelöst. Zschöppichen und das Schloss Neusorge kamen 1856 unter die Verwaltung des Gerichtsamts Mittweida. 1875 wurden sie der Verwaltung der Amtshauptmannschaft Rochlitz unterstellt. Am 1. Oktober 1936 wurde der Gutsbezirk Neusorge nach Zschöppichen eingemeindet.
Durch die zweite Kreisreform in der DDR kam die Gemeinde Zschöppichen im Jahr 1952 zum Kreis Hainichen im Bezirk Chemnitz (1953 in Bezirk Karl-Marx-Stadt umbenannt). Am 1. Juli 1973 erfolgte die Eingemeindung Zschöppichens mit Neusorge nach Mittweida. Im Jahr 1990 kam Zschöppichen als Ortsteil der Stadt Mittweida zum sächsischen Landkreis Hainichen, der 1994 im Landkreis Mittweida und 2008 im Landkreis Mittelsachsen aufging.

### Der Ortsname, seine Herkunft und Bedeutung
Folgende Schreibweisen finden sich in Urkunden:
- 1350: Schepichin
- 1378: Schepchen
- 1404: Czschepgin
- 1455: Czepchen
- 1482: Zschepchen
- 1551: Schczephgen
- 1749: Zschöpgen

Der Ortsname ist zweifelsfrei slawischen Ursprungs. Für eine ehemals slawische Besiedlung gibt es keine Hinweise.
Zschöppichen ist eine deutsche Gründung aus der 2. Hälfte des 12. Jahrhunderts. Der Name könnte auf den Flussnamen Zschopau zurückgehen. Mit der Endung -chen würde das „kleine Siedlung an der Zschopau“ heißen. Nicht ganz auszuschließen ist auch der altsorbische Flurname čep = Zapfen.

### Schloss Neusorge

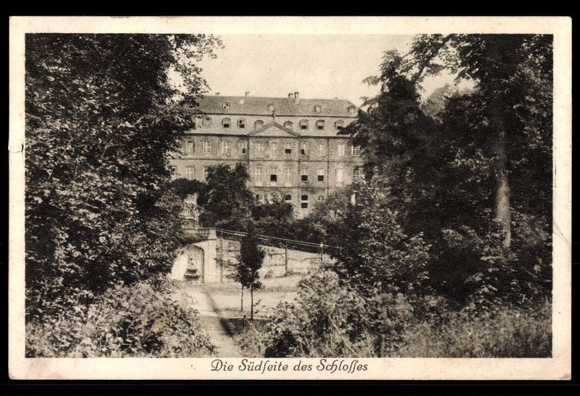
Schloss Neusorge als Elsa Brändströms Kinderheim in den 1920er Jahren

Nach einem Brand der Burganlage in Zschöppichen errichtete man an deren Stelle im Jahr 1579 das Schloss Neusorge im Stil der Renaissance. Es gelangte 1689 in die Hände der Familie von Arnim. In der Folge wurde es im Stil des Barock umgebaut, blieb aber aufgrund des Siebenjährigen Krieges unvollendet. Es gehörte später verschiedenen Besitzern.
Das Schloss Neusorge wurde 1913 an den Fürsorgeverband Leipzig verkauft, wo es in den Folgejahren als Erziehungsheim genutzt wurde. 1923/24 übernahm Elsa Brändström die Gebäude, um hier ein Kinderheim für Kinder ehemaliger deutscher Kriegsgefangener, welche in russischer Gefangenschaft gestorben waren, unterzubringen. Nachdem Elsa Brandström 1931 das Gebäude aufgab, erhielt der Leipziger Fürsorgeverein das Haus zurück. 1934 beendeten die Nationalsozialisten die Nutzung als Kinderheim. Im Schloss wurde die Motorsportschule des NSKK eingerichtet. Das Rittergut wurde als sogenannte „1. Sächsische Bauernsiedlung“ in 10 landwirtschaftliche Betriebe aufgeteilt.
Nach dem Zweiten Weltkrieg diente das Schloss als Flüchtlingswohnheim und kurzzeitig als Sportschule. Nachdem das Schloss in die Rechtsträgerschaft der Volksbildung für den Bezirk Karl-Marx-Stadt übergegangen war, wurde es wieder als Kinderheim und Schule für schwer erziehbare Kinder und Jugendliche genutzt. 1984 wurde im Schlosspark ein neues Gebäude in Plattenbauweise errichtet und nur noch als Heimschule genutzt. Nach der Schließung des Heims und der Schule im Jahr 1993 steht das Schloss leer und verfällt.

### Entwicklung der Einwohnerzahl
| Jahr | Einwohnerzahl                    |
| ---- | -------------------------------- |
| 1551 | 6 besessene Mann, 3 Inwohner     |
| 1764 | 5 besessene Mann, 5 Häusler      |
| 1834 | 79 (Zschöppichen), 81 (Neusorge) |
| 1871 | 97 (Zschöppichen), 86 (Neusorge) |

| Jahr | Einwohnerzahl                    |
| ---- | -------------------------------- |
| 1890 | 88 (Zschöppichen), 71 (Neusorge) |
| 1910 | 229                              |
| 1925 | 301                              |
| 1939 | 264                              |

| Jahr | Einwohnerzahl |
| ---- | ------------- |
| 1946 | 356           |
| 1950 | 338           |
| 1964 | 361           |
| 2020 | 142           |

## Religion
Zschöppichen war bereits 1752, Neusorge bereits 1555 nach Mittweida gepfarrt. Der Ort gehört heute zur Evangelisch-lutherischen Kirchgemeinde Mittweida.

## Sehenswürdigkeiten

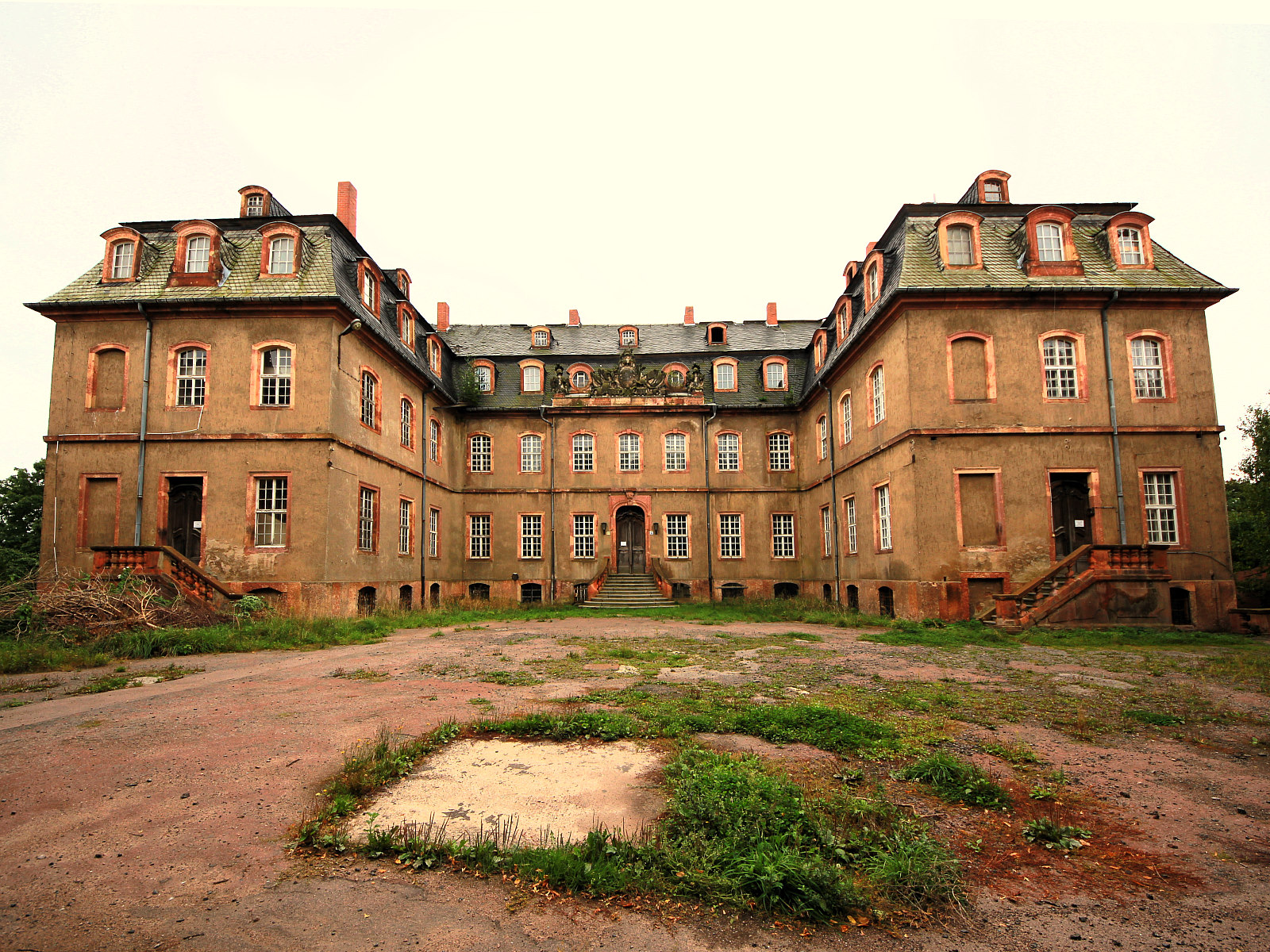
Schloss Neusorge

- Im Ort befindet sich das 1579 im Stil der Renaissance erbaute Schloss Neusorge. Dieses später zum Barockschloss umgebaute Gebäude ist eine elf-achsige Dreiflügelanlage (Parkseite: 13 Achsen) mit einem Ehrenhof. Zum Rittergutkomplex Neusorge gehören das Schloss mit dem Schlosshof, das Torhaus, das Inspektorenwohnhaus, der Kuhstall, der Kapellenflügel, die Orangerie und der Garten mit Park. Infolge des Siebenjährigen Krieges blieb die Gesamtanlage unvollendet. Zwischen 1913 und 1934 bzw. 1945 bis 1993 war in dem Gebäude ein Kinderheim untergebracht. Seitdem steht das Schloss leer.
- Zschopautal-Gebietswanderweg und Zschopautal-Radwanderweg